# Juan Manuel Sánchez González
Juan Manuel Sánchez González fue un labrador, sindicalista y político español, procurador en Cortes durante el período franquista.

## Biografía
Labrador y militante falangista de la provincia de Ciudad Real, durante la Segunda República.
Por sus actividades, fue preso durante la Guerra Civil en la cárcel provincial.
Fue procurador de representación sindical en la I Legislatura de las Cortes Españolas (1943-1946) por los obreros del Sindicato Nacional de Cereales.